# Pürschschneid
Die Pürschschneid oder Pirschschneid ist der westliche Teil eines ca. 3 km langen Grates, den das Grasköpfl nach Nordosten sendet.
Die Pürschschneid selbst hat keinen einzelnen ausgeprägten höchsten Punkt, sondern verläuft ohne große Höhenunterschiede. Erst vor der Grammersbergalm 
fällt diese etwas steiler zum Grammersberg hin ab. Wenig unterhalb der Schneid selbst verläuft ein Steig.